# IDLE (Python)
IDLE és un entorn integrat de desenvolupament per al llenguatge de programació Python. El seu autor original és Guido van Rossum, l'inventor del mateix llenguatge Python, que el va nomenar amb les inicials d'IDLE com acrònim d'Integrated DeveLopment Environment.
IDLE s'ha alliberat de forma conjunta amb les noves versions d'aquest llenguatge des de la versió 1.5.2b1. Tot i això la seva incorporació als paquets de programari Python és opcional en diverses distribucions Linux. El programa en si està completament escrit en Python i empra el conjunt d'eines d'interfície gràfica d'usuari Tkinter. L'IDLE està ideat per ser un entorn de desenvolupament apte per principiants, especialment en un entorn de formació.